# MFA Munkács
MFA Munkács (ukr. Мукачівська футбольна академія «Мункач», (węg. Munkács Futball Akadémia Munkács) – ukraiński klub piłkarski, mający siedzibę w mieście Mukaczewo, w obwodzie zakarpackim, na zachodzie kraju, grający od sezonu 2021/22 w rozgrywkach ukraińskiej Druhiej-lihi.

## Historia
Chronologia nazw:
- 2005: DJuFK Mukaczewo (ukr. ДЮФК «Мукачево»)
- 2016: FK Munkács (ukr. ФК «Мункач» Мукачеве)
- 2017: Munkács Futball Akadémia (ukr. Мукачівська футбольна академія)
- 2018: MFA Munkács (ukr. МФА «Мункач» Мукачеве)

Klub piłkarski DJuFK Mukaczewo został założony w miejscowości Mukaczewo w 2005 roku przy wsparciu funduszu charytatywnego im. Paka Szandora. W latach 2006–2010 juniorska drużyna brała udział w wielu turniejach miejskich, regionalnych, krajowych i międzynarodowych, gdzie zostali zwycięzcami i laureatami nagród. Od sezonu 2010/2011 drużyny różnych grup wiekowych zaczęły grać w Pierwszej lidze DJuFLU. Po występach sezonu 2013/2014 zespół awansował do gry w kolejnym sezonie w Wyższej lidze DJuFLU. Podczas występów na najwyższym poziomie klub Howerła Uzhorod otrzymał prawo opieki nad DJuFK Mukaczewo i w tym sezonie klub występował z nazwą FK Howerła. Jednak w związku z bankructwem klubu z Użhoroda zespół odzyskał swoją poprzednią nazwę.
Na początku 2016 roku, wraz z przybyciem węgierskich inwestorów, klub został przemianowany na węgierskie brzmienie nazwy miasta - FK Munkács. W 2017 klub zmienił nazwę na MFA (z weg. Munkács Futball Akadémia). W sezonie 2020/21 startował w Amatorskiej lidze. W czerwcu 2021 roku klub zgłosił się do rozgrywek Drugiej ligi (D3) i otrzymał status profesjonalny.

## Barwy klubowe, strój, herb, hymn
|  |  |

Klub ma barwy biało-czerwone. Piłkarze domowe spotkania zazwyczaj grają w białych koszulkach, białych spodenkach oraz czerwonych getrach.

## Sukcesy

### Trofea międzynarodowe
Do chwili obecnej klub jeszcze nigdy nie zakwalifikował się do rozgrywek europejskich.

### Trofea krajowe
| \| \| Zdobyte trofea w rozgrywkach Ukrainy (stan na: 31-05-2021) \| |                                                            |      |          |
| Rozgrywki                                                           | Osiągnięcie                                                | Razy | Sezon(y) |
| · Mistrzostwo                                                       | I miejsce                                                  | 0    |          |
| · Mistrzostwo                                                       | II miejsce                                                 | 0    |          |
| · Mistrzostwo                                                       | III miejsce                                                | 0    |          |
| Puchar                                                              | zdobywca                                                   | 0    |          |
| Puchar                                                              | finalista                                                  | 0    |          |
| II liga                                                             | I miejsce                                                  | 0    |          |
| II liga                                                             | II miejsce                                                 | 0    |          |
| II liga                                                             | III miejsce                                                | 0    |          |
| Ukraina                                                             | Zdobyte trofea w rozgrywkach Ukrainy (stan na: 31-05-2021) |      |          |

- Druha liha (D3):
  - ?. miejsce (1x): 2021/22 (A)

## Poszczególne sezony

### Rozgrywki międzynarodowe

#### Europejskie puchary
Nie uczestniczył w rozgrywkach europejskich.

### Rozgrywki krajowe
| \| Ukraina \| Bilans występów klubu w rozgrywkach piłkarskich Ukrainy (Stan na 22 lipca 2021 r.) \| \| |                                                                                    |        |       |   |   |   |    |    |     |         |        |        |      |
| Poziom                                                                                                 | Rozgrywki                                                                          | Sezony | Mecze | Z | R | P | B+ | B– | Pkt | Lata    | Awanse | Spadki | Naj. |
| I | Premier-liha                                                                       | 0      |       |   |   |   |    |    |     |         | 0      | 0      |      |
| II | Persza liha                                                                        | 0      |       |   |   |   |    |    |     |         | 0      | 0      |      |
| III | Druha liha                                                                         | 1      |       |   |   |   |    |    |     | od 2021 | 0      | 0      | ?    |
| IV | Amatorska liha                                                                     | 1      |       |   |   |   |    |    |     | 2020/21 | 1      | 0      | 8    |
| | Puchar Ukrainy                                                                     | 0      |       |   |   |   |    |    |     |         | 0      | 0      |      |
| Ukraina                                                                                                | Bilans występów klubu w rozgrywkach piłkarskich Ukrainy (Stan na 22 lipca 2021 r.) |        |       |   |   |   |    |    |     |         |        |        |      |

## Piłkarze, trenerzy, prezydenci i właściciele klubu

### Trenerzy
- 2018–19.07.2020:  Wiktor Riaszko
- 20.07.2020–25.05.2021:  Wiktor Jaicznyk
- 25.05.2021–...:  Witalij Szumski

### Prezydenci
- 2005–...:  Zoltán Szilvási

## Struktura klubu

### Stadion
Klub piłkarski rozgrywa swoje mecze domowe na stadionie NTK MFA w Dercenie, który może pomieścić 500 widzów.

## Kibice i rywalizacja z innymi klubami

### Derby
- FK Mynaj
- FK Użhorod